# Hydropsyche bidens
Hydropsyche bidens är en nattsländeart som beskrevs av Ross 1938. Hydropsyche bidens ingår i släktet Hydropsyche och familjen ryssjenattsländor. Inga underarter finns listade i Catalogue of Life.